# Кован-ду-Лобу
Кован-ду-Лобу (порт. Covão do Lobo; МФА: [ku.ˈvɐ̃w du ˈɫo.bu]) — парафія в Португалії, у муніципалітеті Вагуш. Розташована в західній частині країни, на теренах історичної португальської провінції Бейра. Входить до складу округу Авейру. За адміністративним поділом, чинним до 1976 року, терени парафії були складовою провінції Берегова Бейра. Належить до Авейрівської діоцезії Католицької церкви. Патрон — Ісус Христос. Площа — 7,1141 км². Населення — 986 ос. (2011). Слабо урбанізований регіон. Густота населення — 138,6 осіб/км²
. Код — 011802.

## Населення
| Кількість мешканців | Кількість мешканців | Кількість мешканців | Кількість мешканців | Кількість мешканців | Кількість мешканців | Кількість мешканців | Кількість мешканців | Кількість мешканців | Кількість мешканців | Кількість мешканців | Кількість мешканців | Кількість мешканців | Кількість мешканців | Кількість мешканців |
| ------------------- | ------------------- | ------------------- | ------------------- | ------------------- | ------------------- | ------------------- | ------------------- | ------------------- | ------------------- | ------------------- | ------------------- | ------------------- | ------------------- | ------------------- |
| 1864                | 1878                | 1890                | 1900                | 1911                | 1920                | 1930                | 1940                | 1950                | 1960                | 1970                | 1981                | 1991                | 2001                | 2011                |
| 1.962               | 1.984               | 2.164               | 2.314               | 2.631               | 2.592               | 3.135               | 3.478               | 3.653               | 4.047               | 2.167               | 1.884               | 1.074               | 1.059               | 986                 |